# Liste von Stätten des Emei Shan

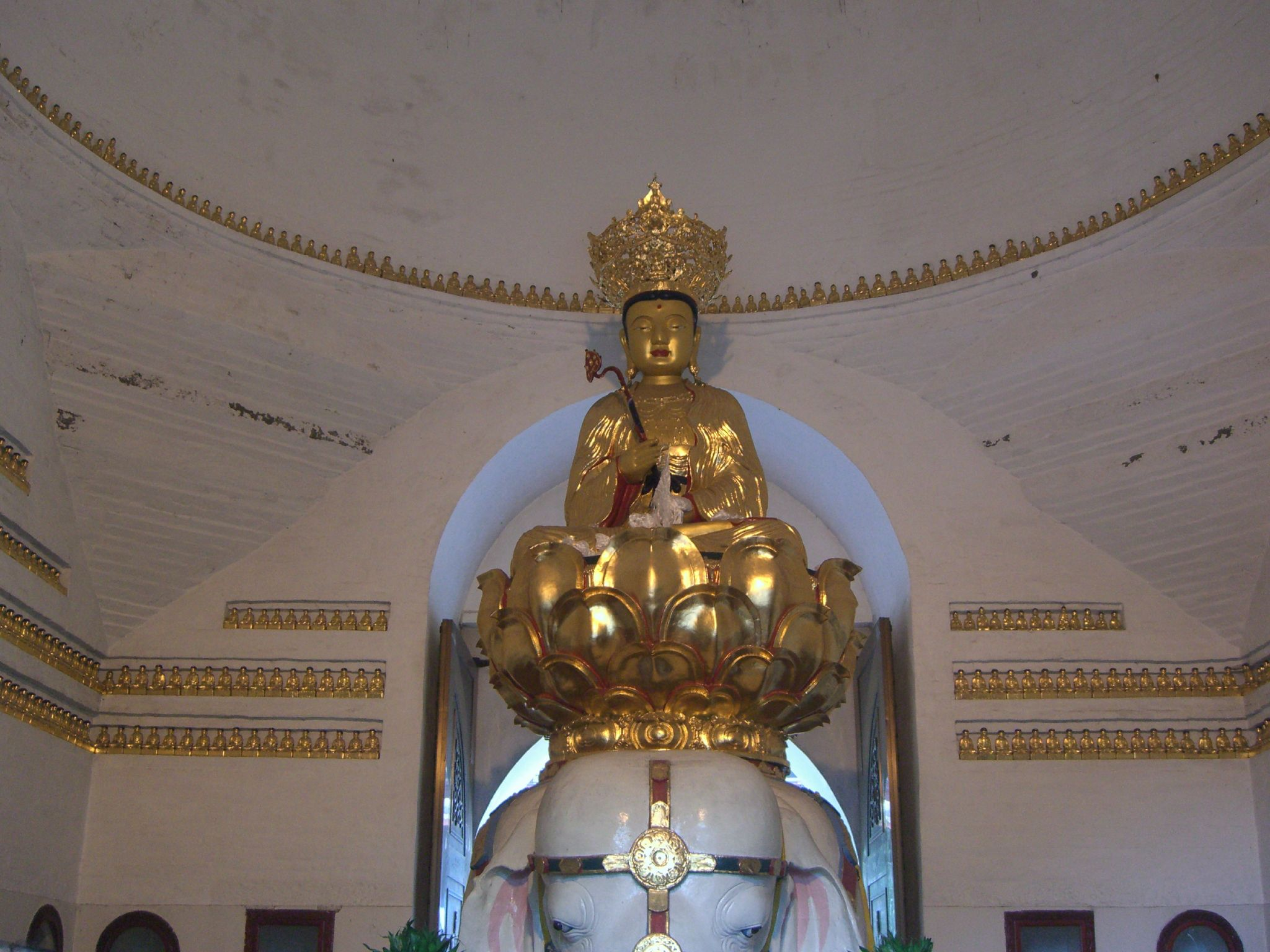
Emeishan Shengshouwanniansi Tongtie Foxiang (Heiligtum im Wannian-Tempel; chin. Wannian si 万年寺 „Tempel der zehntausend Jahre“)

Dies ist eine Liste von Stätten des Emei Shan. Das Gebirge (siehe Hauptartikel Emei Shan) auf dem Gebiet von Emeishan in der südwestchinesischen Provinz Sichuan zählt zu den  Vier heiligen Bergen  des Buddhismus in China. Es ist eine wichtige Pilgerstätte und ein vielbesuchtes touristisches Reiseziel. Den Schwerpunkt der Liste bilden buddhistische Stätten, insbesondere buddhistische Tempel. 
Die Tempelstätten Baoguo-Tempel, Wannian-Tempel, Hongchun Ping, Xixiang Chi, Jinding zählen zu den Nationalen Schwerpunkttempeln des Buddhismus in han-chinesischen Gebieten.
Ein Großteil der Gebäude steht unter Denkmalschutz (vgl. Denkmäler der Volksrepublik China und Denkmäler der Provinz Sichuan).

## Übersicht

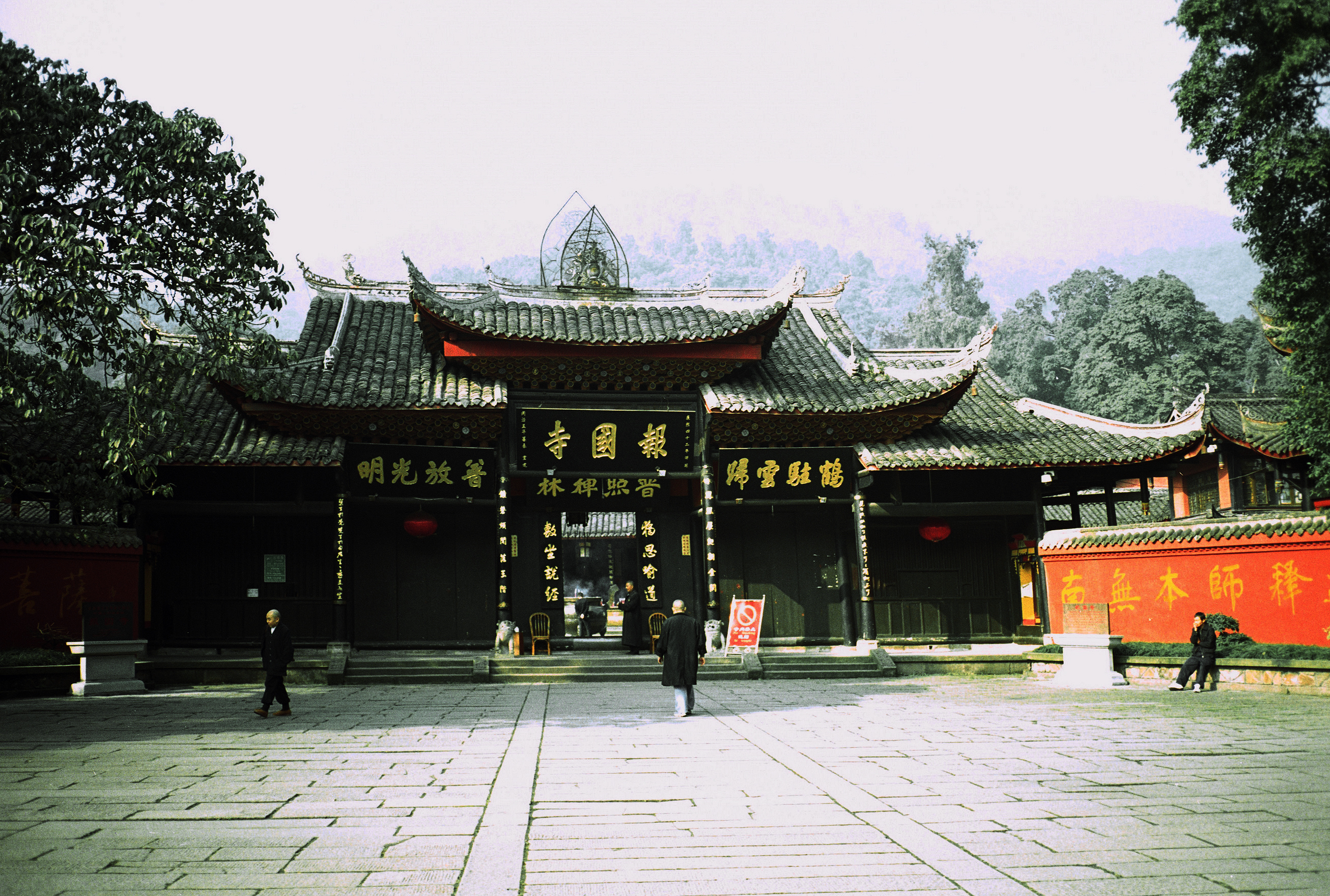
Baoguo-Tempel

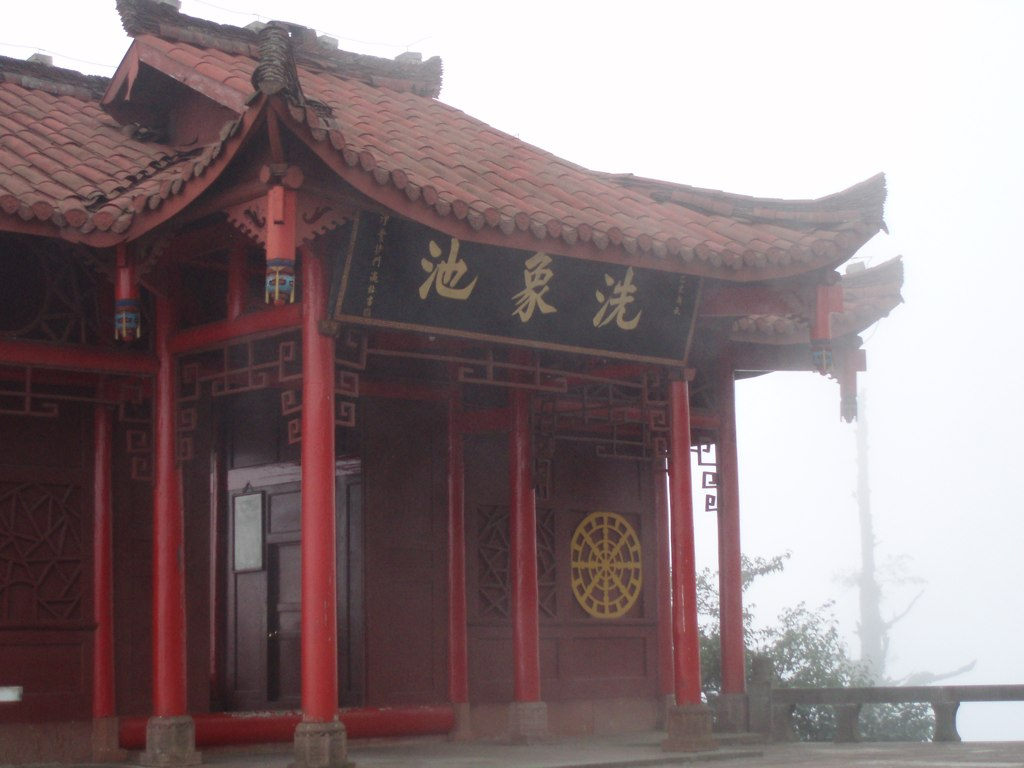
Xixiang Chi

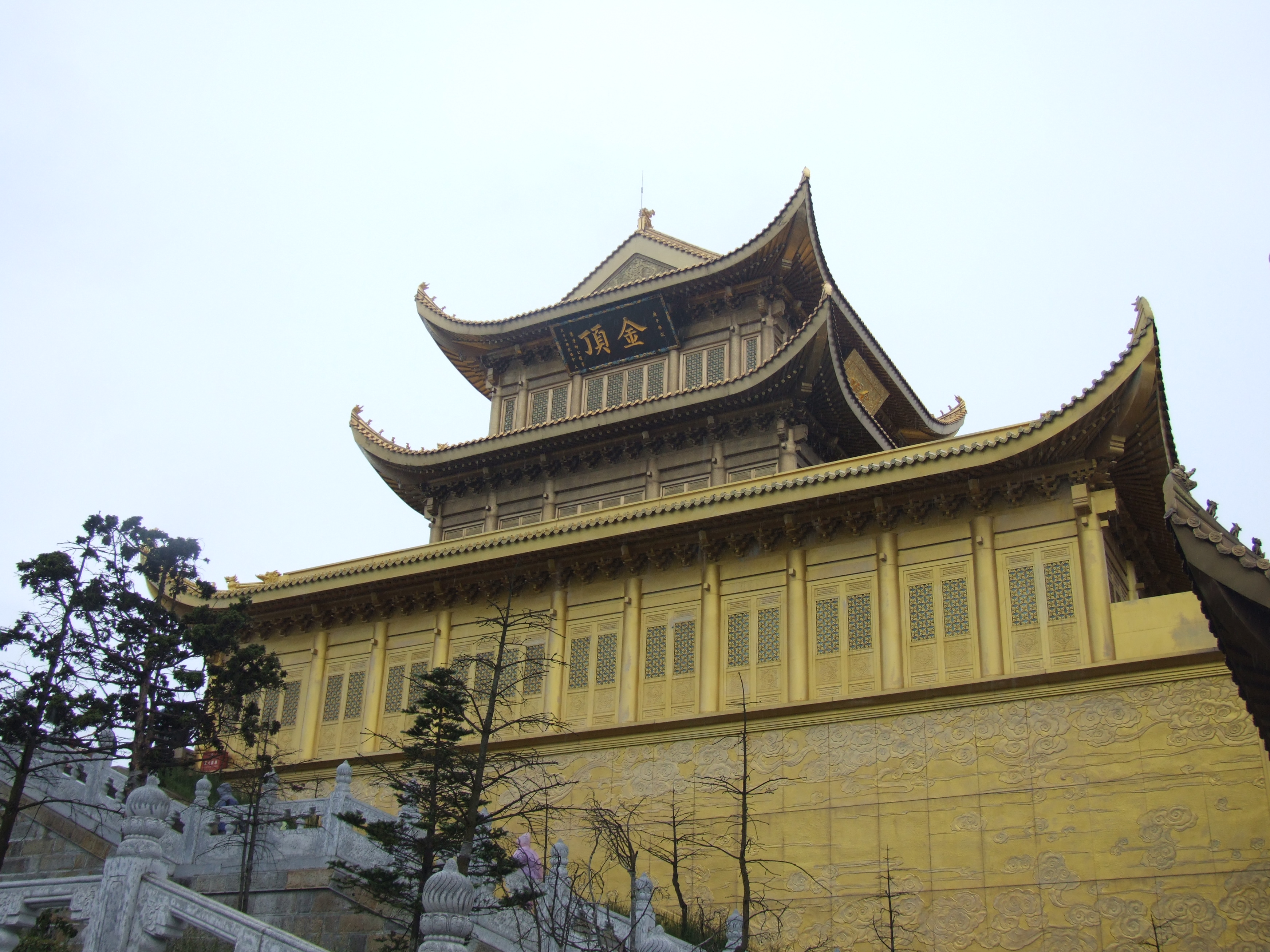
Jinding(Avatamsaka-Tempel auf dem Goldenen Gipfel)

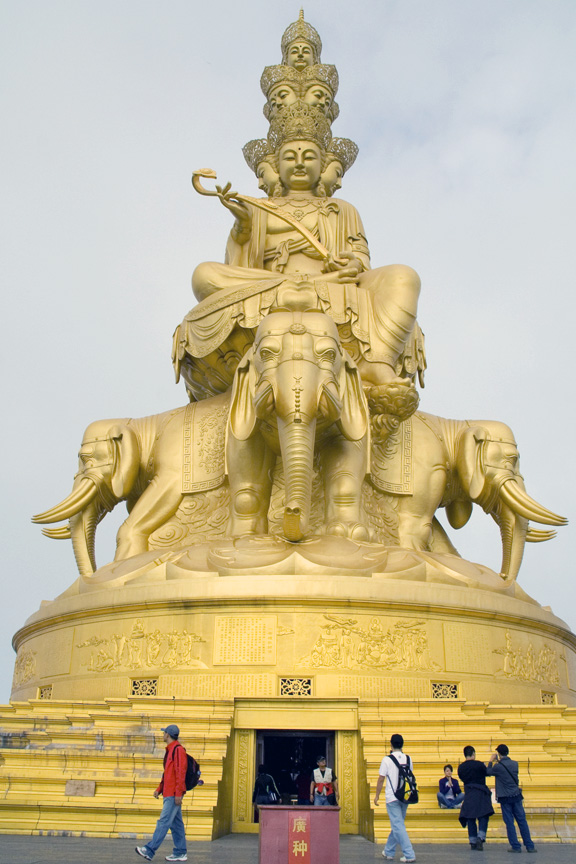
Samantabhadra-Statue auf dem Goldenen Gipfel

Pinyin/chinesisch (Kurzzeichen) - Nationale Schwerpunkttempel des Buddhismus in han-chinesischen Gebieten sind mit einem Sternchen (*) gekennzeichnet.
- Baoguo-Tempel *
- Shanjue-Tempel
- Fuhu-Tempel
- Luofeng-Tempel
- Leiyin-Tempel
- Huayan-Tempel
- Chunyang-Tempel
- Shenshui-Pavillon
- Da’e-Tempel
- Zhongfeng-Tempel
- Qingyin-Pavillon
- Niuxin-Tempel
- Jingtu chanyuan
- Yixian tian
- Hongchun Ping*
- Xianfeng-Tempel
- Yuxian-Tempel
- Xixiang-Teich*
- Dasheng-Tempel
- Baiyun-Tempel
- Leidong ping
- Jieyin-Tempel
- Taizi ping
- Tianmen-Fels
- Guangxiang-Tempel
- Jinding *
- Woyun-Nonnenloster
- Wanfo ding
- Huayan ding
- Chu-Tempel
- Xixinsuo
- Wannian-Tempel *
- Jile-Tempel
- Bailong-Höhle
- Longmen-Höhle
- Lingyan-Tempel
- Dafo-Tempel
- Cifo-Tempel